# Hemiarthridae
Hemiarthridae är en familj av kräftdjur. Hemiarthridae ingår i ordningen gråsuggor och tånglöss, klassen storkräftor, fylumet leddjur och riket djur.